# 지프 레니게이드
지프 레니게이드(Jeep Renegade)는 미국 크라이슬러 산하 지프 브랜드의 전륜구동 기반 소형 스포츠 유틸리티 자동차이다. 피아트 500X의 플랫폼을 공용한다.

## 1세대(BU) (2014~현재)

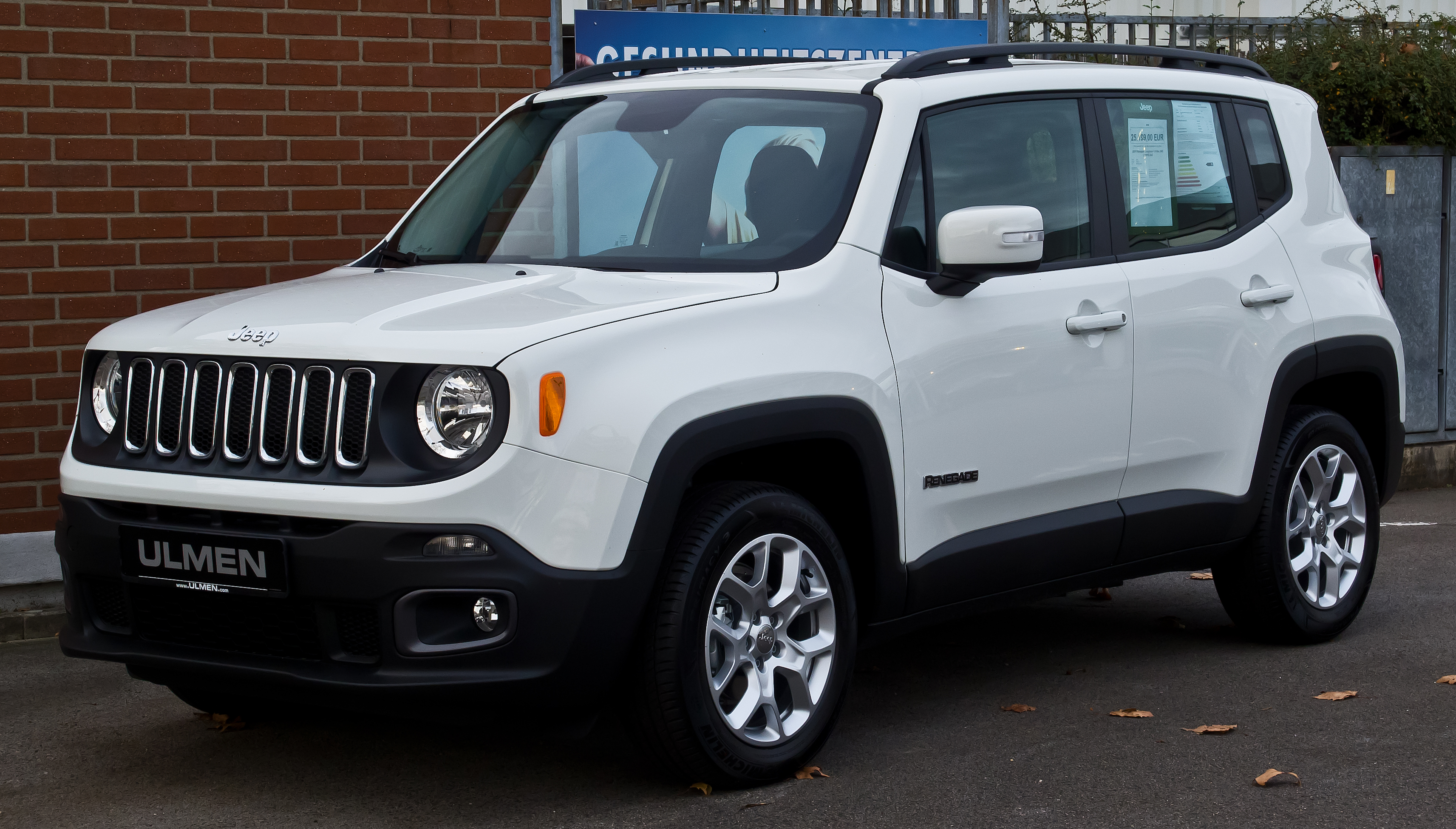
지프 레니게이드 정측면

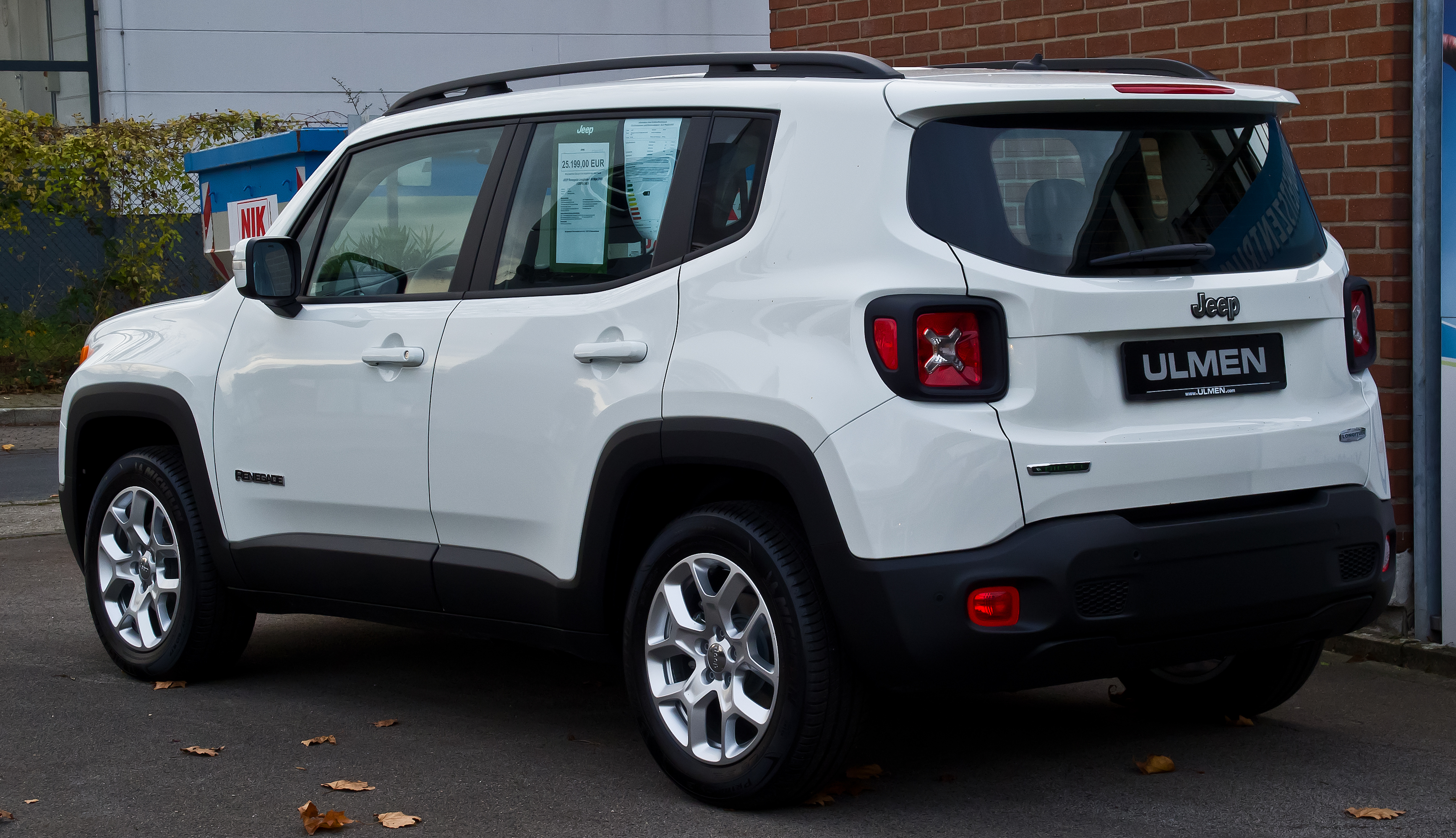
지프 레니게이드 후측면

2014년 3월 제네바 모터쇼를 통해 대중에 공개되었으며, 같은 해 8월부터 정식 판매에 들어갔다. 피아트 500X의 플랫폼을 활용하여 개발되었으며, 이탈리아 남부의 멜피 소재 공장에서 500X와 함께 생산된다. 디자인은 최초의 지프 차종인 윌리스 MB와 랭글러의 강인함을 조합하여 현대적인 트렌드에 맞게 재탄생되었다. 옛 윌리스 MB가 달고 다녔던 보조 연료통의 X자 표식을 리어 램프와 탈착식 루프에 적용하는 등 레트로적인 요소들을 디자인에 접목했으며, 탈착식 루프를 이용하여 오픈 에어링도 가능하다. 독창적인 디자인을 지닌 인테리어는 미국의 자동차 전문 미디어인 워즈 오토로부터 2015년 세계 10대 베스트 인테리어로 선정되었다. 엔진은 피아트에서 만든 1.6ℓ E.Toq 디젤 엔진(110마력), 1.6ℓ MultiJet Ⅱ 디젤 엔진(120마력), 1.8ℓ E.toq 플렉스 디젤 엔진(132마력), 2.0ℓ MultiJet Ⅱ 디젤 엔진(120마력~170마력), 1.4ℓ MultiAir 가솔린 터보차저 엔진 (140마력, 170마력), 크라이슬러에서 만든 2.4ℓ Tigershawk Multiair Ⅱ 가솔린 엔진(180마력)까지 총 7가지 엔진 라인업으로 구성되어 있다. 여기에 5단 수동변속기, 6단 수동변속기, 6단 듀얼 클러치 변속기, 9단 자동변속기 등을 맞물린다. 또한 4륜구동을 기반으로 한 지형 설정 시스템이 적용되었다.
- 대한민국 시장에는 2015년 9월 10일에 정식 출시되었다. 대한민국에는 2.0ℓ MultiJet Ⅱ 디젤 엔진(170마력)과 2.4ℓ Tigershawk Multiair Ⅱ SOHC 가솔린 엔진(175마력) 등 2가지 엔진이 장착된 사양만 수입되며, 4륜구동은 2.0ℓ MultiJet Ⅱ 디젤 엔진에만 적용된다.
- 2018년에는 디자인을 손보고 신규 19인치 휠을 도입한 2019년형 페이스리프트 모델이 공개되었다.

## 비디오 게임에서의 등장
- 3D운전교실

## 경쟁 차종
- 현대자동차 - 코나, ix25
- 기아자동차 - 니로, 쏘울, 스토닉
- 쉐보레 - 트랙스
- 쌍용자동차 - 티볼리
- 오펠 - 모카, 크로스랜드 X
- 뷰익 - 앙코르
- 폭스바겐 - 티크로스, 티록
- 세아트 - 아로나
- 스코다 - 예티
- 포드 - 에코스포츠
- 시트로엥 - C3 에어크로스, C4 칵투스
- 푸조 - 2008
- 르노 - 캡쳐
- 닛산 - 쥬크
- 혼다 - HR-V
- 피아트 - 500X
- 마쓰다 - CX-3, CX-4
- 토요타 - C-HR, 러쉬